# Guan cuabarrat
El guan cuabarrat (Penelope argyrotis) és una espècie d'ocell de la família dels cràcids (Cracidae) que habita la selva humida de muntanya del nord-est de Colòmbia i nord de Veneçuela.